# Élections municipales de 2014 à Saint-Denis (La Réunion)
Pour les articles homonymes, voir Élection municipale de 2014 à Saint-Denis.
Les élections municipales ont eu lieu les 23 et 30 mars 2014 à Saint-Denis.

## Mode de scrutin
Le mode de scrutin à Saint-Denis est celui des villes de plus de 1 000 habitants : la liste arrivée en tête obtient la moitié des 55 sièges du conseil municipal. Le reste est réparti à la proportionnelle entre toutes les listes ayant obtenu au moins 5 % des suffrages exprimés. Un deuxième tour est organisé si aucune liste n'atteint la majorité absolue et au moins 25 % des inscrits au premier tour. Seules les listes ayant obtenu aux moins 10 % des suffrages exprimés peuvent s'y présenter. Les listes ayant obtenu au moins 5 % des suffrages exprimés peuvent fusionner avec une liste présente au second tour.
- 55 sièges à pourvoir au conseil municipal
- 28 sièges à pourvoir au conseil communautaire

## Candidats
Gilbert Annette
Maire socialiste sortant, il est à la tête d'une liste d'union de la gauche PS-PCF-EÉLV. Il est aussi conseiller général de Saint-Denis-7.
René-Paul Victoria
Candidat de l'Union pour un mouvement populaire, il fut maire de la commune entre 2001 et 2008.
Michel Lagourgue
Candidat investi par l'UDI et soutenu par Objectif Réunion, il est conseiller régional d'opposition depuis 2010. Au second tour, il rallie la liste de René-Paul Victoria.
Nadia Ramassamy
Divers droite, elle est conseillère régionale et vice-présidente de la région depuis 2010, siégeant dans la majorité. Au second tour, elle rallie la liste de René-Paul Victoria.
Alexandre Laï-Kane-Cheong
Candidat sans étiquette, il est membre du mouvement politique Croire et Oser et porte-parole de l'Union de la jeunesse résistante réunionnaise (UJ2R).
Gino Ponin-Ballom
Ancien adhérent de l'UMP, dont il a été exclu en 2008, il est candidat divers droite. Il est par ailleurs conseiller général de Saint-Denis-3 depuis 2001. Au second tour, il rallie la liste de René-Paul Victoria.
Margaret Robert-Mucy
Candidate sous l'étiquette divers gauche, elle appartient au Parti Génération Solidarité (PGS). Au second tour, elle rallie la liste de René-Paul Victoria.
Joseph Grondin
Il est tête de liste du Front national.
Ismaël Aboudou
Divers gauche, il est soutenu par le PCR et l'Association Évolution Égalitaire Réunionnaise (AEER). Au second tour, il rallie la liste de René-Paul Victoria.
Jean-Alexandre Poleya
Il est candidat à la tête d'une liste divers droite. Au second tour, il rallie la liste de René-Paul Victoria.

## Résultats
- Maire sortant : Gilbert Annette (PS)

| Tête de liste                    | Tête de liste             | Liste          | Premier tour | Premier tour | Second tour | Second tour | Sièges | Sièges |
| Tête de liste                    | Tête de liste             | Liste          | Voix         | %            | Voix        | %           | CM     | CC     |
| -------------------------------- | ------------------------- | -------------- | ------------ | ------------ | ----------- | ----------- | ------ | ------ |
|                                  | Gilbert Annette *         | PS-PCF-EELV    | 21 635       | 41,85        | 32 596      | 56,70       | 43     | 22     |
| Saint-Denis pour tous            |                           |                | 21 635       | 41,85        | 32 596      | 56,70       | 43     | 22     |
|                                  | René-Paul Victoria        | UMP            | 13 117       | 25,37        | 24 886      | 43,29       | 12     | 6      |
| Pour Saint-Denis                 |                           |                | 13 117       | 25,37        | 24 886      | 43,29       | 12     | 6      |
|                                  | Michel Lagourgue          | UDI-OR         | 5 981        | 11,57        |             |             |        |        |
| Pour le réveil de Saint-Denis    |                           |                | 5 981        | 11,57        |             |             |        |        |
|                                  | Nadia Ramassamy           | DVD            | 2 915        | 5,64         |             |             |        |        |
| Avenir meilleur pour Saint-Denis |                           |                | 2 915        | 5,64         |             |             |        |        |
|                                  | Alexandre Laï-Kane-Cheong | SE             | 1 974        | 3,82         |             |             |        |        |
| L'autre choix                    |                           |                | 1 974        | 3,82         |             |             |        |        |
|                                  | Gino Ponin-Ballom         | DVD            | 1 953        | 3,78         |             |             |        |        |
| Faire gagner Saint-Denis         |                           |                | 1 953        | 3,78         |             |             |        |        |
|                                  | Margaret Robert-Mucy      | DVG            | 1 464        | 2,83         |             |             |        |        |
| Saint-Denis d'abord              |                           |                | 1 464        | 2,83         |             |             |        |        |
|                                  | Joseph Grondin            | FN             | 1 397        | 2,70         |             |             |        |        |
| Saint-Denis bleu Marine          |                           |                | 1 397        | 2,70         |             |             |        |        |
|                                  | Ismaël Aboudou            | DVG            | 813          | 1,57         |             |             |        |        |
| Ismaël Aboudou                   |                           |                | 813          | 1,57         |             |             |        |        |
|                                  | Jean-Alexandre Poleya     | DVD            | 445          | 0,86         |             |             |        |        |
| Ensemble refondons Saint-Denis   |                           |                | 445          | 0,86         |             |             |        |        |
|                                  |                           |                |              |              |             |             |        |        |
| Inscrits                         | Inscrits                  | Inscrits       | 97 155       | 100,00       | 97 152      | 100,00      |        |        |
| Abstentions                      | Abstentions               | Abstentions    | 42 881       | 44,14        | 36 016      | 37,07       |        |        |
| Votants                          | Votants                   | Votants        | 54 274       | 55,86        | 61 136      | 62,93       |        |        |
| Blancs et nuls                   | Blancs et nuls            | Blancs et nuls | 2 580        | 4,75         | 3 654       | 5,98        |        |        |
| Exprimés                         | Exprimés                  | Exprimés       | 51 694       | 95,25        | 57 482      | 94,02       |        |        |
| * Liste du maire sortant         |                           |                |              |              |             |             |        |        |